# Radioactive Dreams
Radioactive Dreams ist ein US-amerikanisch-mexikanischer Science-Fiction-Film aus dem Jahr 1985. In der Hauptrolle ist der zu diesem Zeitpunkt noch relativ unbekannte Michael Dudikoff zu sehen.

## Handlung
Nach einem weltweiten Atomkrieg verbringen die Jugendlichen Philip und Marlowe rund 15 Jahre in einem unterirdischen Schutzbunker. Isoliert von einer postapokalyptischen Welt war ihr einziger Zeitvertreib Krimi-Lektüre aus den 1940er Jahren, vorzugsweise Geschichten von Raymond Chandler und den von ihm erschaffenen Privatdetektiv Philip Marlowe (daher die Namen der Helden dieses Films).
Philip und Marlowe entschließen sich, ihren Schutzraum zu verlassen und ihren Traum auszuleben, Detektive zu sein. Auf ihrer ersten Reise durch die Einöde begegnen sie einer Reihe von verrückten, sich gegenseitig bekämpfenden Gruppen: Disco-Mutanten, Kannibalen, Kopfgeldjägern und Elvis-Imitatoren und erfahren bald, dass zwischen den Überlebenden der Katastrophe ein Kampf um zwei Schlüssel entbrannt ist: Die Schlüssel, die zum Abfeuern der letzten verbliebenen Atomrakete ermächtigen.

## Rezeption
Der Film war ein kommerzieller Flop: Er spielte in den USA 220.038 Dollar an den Kinokassen ein.
In Deutschland gelangte der Film erst am 25. Juni 1987 in die Kinos.

## Kritiken
„Fotografisch ehrgeizige Mischung aus Science-Fiction, Krimi und Rockfilm über das vermeintliche Lebensgefühl einer nachatomaren Jugend. Inhaltlich naiv, auf weiten Strecken eine Verherrlichung von Brutalität und Gewalt.“

## Veröffentlichungen
Der Film erschien 1988 in deutscher Sprache auf VHS.

## Auszeichnungen
Brussels International Fantastic Film Festival 1987
- Goldener Rabe in der Kategorie Bester Film